# فيكتور أولاديبو
فيكتور أولاديبو (بالإنجليزية: Victor Oladipo)‏ مواليد 4 مايو 1992 في ماريلاند، هو لاعب كرة سلة محترف أمريكي بدأ مسيرته الاحترافية في سنة 2013 حيث تم اختياره من قبل فريق أورلاندو ماجيك خلال الدرافت، يلعب مع فريق أورلاندو ماجيك في الرابطة الوطنية لكرة السلة كلاعب هجوم خلفي ويحمل الرقم 5. يبلغ طوله 6 قدم 4 بوصة (1.9 م).

## إحصائيات المسيرة

### الموسم الاعتيادي
| السنة   | الفريق         | لعب | بدأ | دقيقة | ميداني% | ثلاثية | حرة  | ارتداد | صنع | استلاب | تصدي | نقطة |
| ------- | -------------- | --- | --- | ----- | ------- | ------ | ---- | ------ | --- | ------ | ---- | ---- |
| 2013–14 | أورلاندو ماجيك | 80  | 44  | 31.1  | .419    | .327   | .780 | 4.1    | 4.1 | 1.6    | .5   | 13.8 |
| 2014–15 | أورلاندو ماجيك | 72  | 71  | 35.7  | .436    | .339   | .819 | 4.2    | 4.1 | 1.7    | .3   | 17.9 |
| 2015–16 | أورلاندو ماجيك | 72  | 52  | 33.0  | .438    | .348   | .830 | 4.8    | 3.9 | 1.6    | .8   | 16.0 |
| المسيرة | المسيرة        | 224 | 167 | 33.2  | .431    | .339   | .808 | 4.4    | 4.0 | 1.6    | .5   | 15.9 |

## روابط خارجية
- فيكتور أولاديبو على موقع إن بي أي (الإنجليزية)
- فيكتور أولاديبو على موقع سبورتس رفرنس (الإنجليزية)
- فيكتور أولاديبو على موقع كرة السلة الأوروبية.كوم (الإنجليزية)
- فيكتور أولاديبو على موقع إي إس بي إن.كوم (الإنجليزية)
- فيكتور أولاديبو على موقع كلية كرة السلة في سبورتس رفرنس.كوم (الإنجليزية)
- فيكتور أولاديبو على موقع ريلجم (الإنجليزية)
- فيكتور أولاديبو على موقع بروبوليرز (الإنجليزية)